# Schizaspidia murrayi
Schizaspidia murrayi är en stekelart som beskrevs av Kirby 1884. Schizaspidia murrayi ingår i släktet Schizaspidia och familjen Eucharitidae.
Artens utbredningsområde är:
- Papua Nya Guinea.
- Tonga.

Inga underarter finns listade i Catalogue of Life.